# オメガ (プロレス)
Ω（オメガ）は、かつて存在していた日本のプロレスのユニット。主にKAIENTAI-DOJOで活動していた。

## 経歴
- 2006年12月10日、WEWハードコアタッグ王座をかけた3WAY戦で新王者になった大石真翔＆旭志織、前王者のYOSHIYA、もう1組の挑戦者バンビに、元柏組のMIYAWAKIを加えた5人により結成した。YOSHIYAのいたスラムローズは解散。
- New Standardを離脱した火野裕士、さらにKAZMAが加入。
- 2008年、KAIENTAI-DOJO6周年記念興行で火野が真霜拳號を破りCHAMPION OF STRONGEST-Kを戴冠。同大会で長期欠場していたYOSHIYAがグループ脱退を表明。また、YOSHIYAはアップルみゆきとスラムローズを復縁した。
- 稲松三郎がΩに移籍。関係に亀裂が生じていた火野とKAZMAの亀裂が最悪な状態となりKAZMAが脱退。KAZMAは真霜と「モンスター･プラント」を結成。
- 2009年、ザ・グレート・サスケとの対戦が決まったバンビだったが、『女性は殴らない』というサスケの考えが災いしバンビが勝利。さすけとして下僕化することになりスポット参戦。また、バンビの初のトークショーが阿佐ヶ谷で開催された際もゲストで参加した。
- ユニット自主興行 ｢FRIDAY Ω NIGHT｣ 開催。
- 2010年8月15日の千葉ポートアリーナ大会のメインイベント後、2010年10月での解散を発表。解散理由はメンバーが別々にKAIENTAI DOJOを盛り上げようと考えたため。ちなみにMIYAWAKIは解散についての話し合いに参加していなかったため、解散するということをその場で聞かされて大いに驚いていた。
- 2010年10月17日の後楽園ホール大会を以て解散。

### 解散後
- 2013年10月6日に後楽園ホールにて「火野裕士デビュー10周年記念自主興行」を開催。最終所属メンバーにKAZMAも含めて一夜限りの復活を果たした（YOSHIYA、さすけは不参加）。

- 2019年7月12日に新宿フェイスにて「〜オメガ・一夜限りの復活祭〜 FRIDAY Ω NIGHT 2019」を開催、当時のメンバーにKAZMA、谷嵜が参加（YOSHIYA、稲松、さすけは不参加）。第一試合にはレブロンが出場した。

### 再結成
- 2022年9月4日、DDTプロレスリング愛知大会にて所属の大石、参戦中の火野が結託しKO-D6人タッグ選手権挑戦のため、「オメガ」復活を宣言した。

- 2022年10月8日、DDT千葉大会にて大石、火野、旭によりDAMNATION T.A（佐々木大輔、MJポー、KANON）に勝利し、第47代KO-D6人タッグ王座を獲得。

## 最終所属メンバー
- 火野裕士
- 稲松三郎 - 2017年引退
- 大石真翔
- 旭志織
- バンビ
- MIYAWAKI

## 元メンバー
- YOSHIYA - 2012年引退
- KAZMA

## 共闘メンバー
- さすけ（バンビの下僕）
- 谷嵜なおき
- 松雪真也（現：レブロン）（Ωの養子扱い）